# مؤخرة العنق

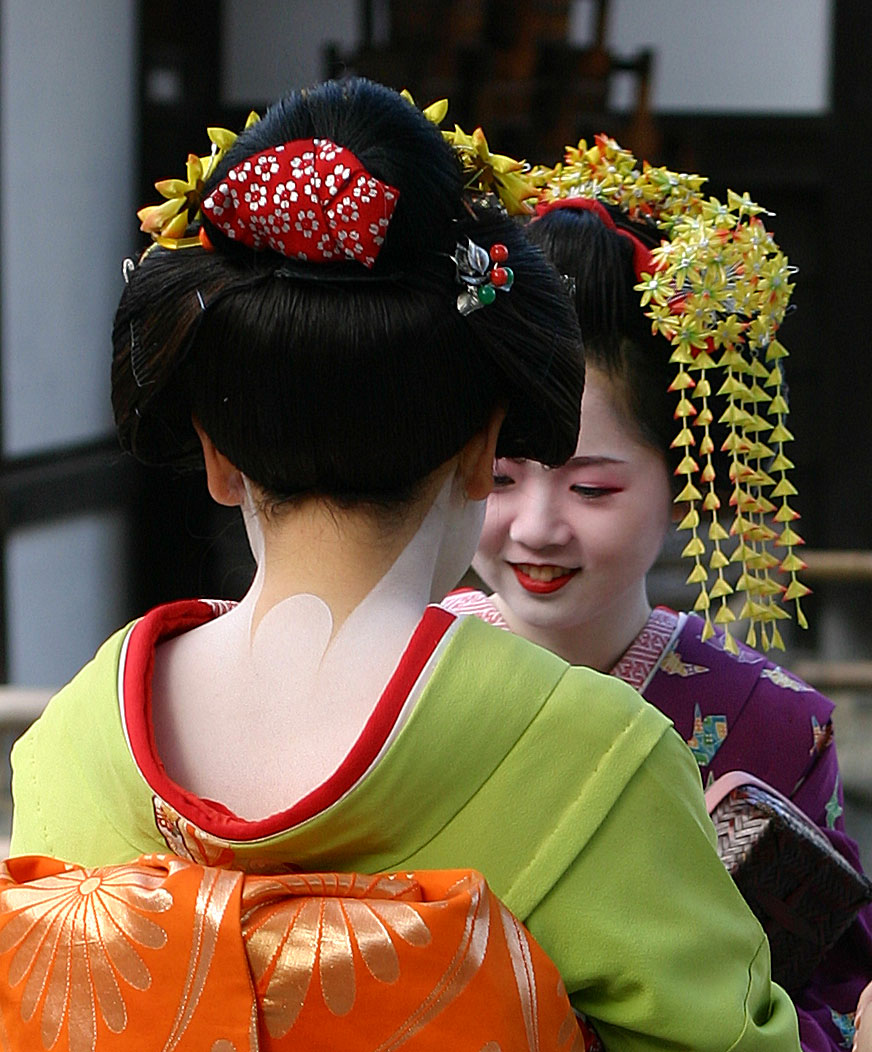
مؤخرة عنق مايكو مكشوفة

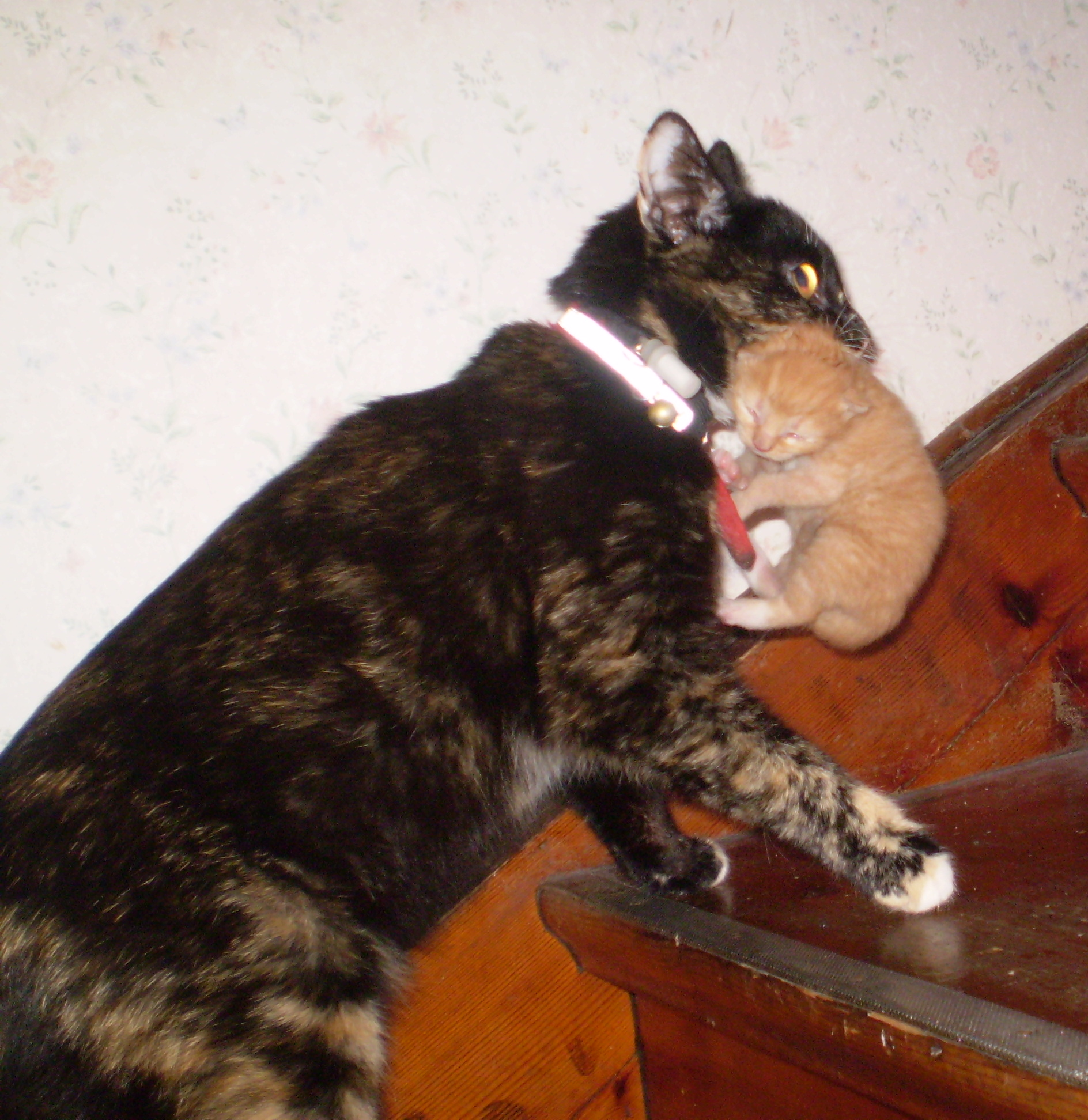
قطة تحمل طفلها الصغير من مؤخرة عنقه، والمعروفة باسم "القفا"

القَفَا أو مؤخرة العنق (بالإنجليزية: nape)‏ هي الجزء الخلفي من الرقبة. ويُطلق عليها في المصطلحات التشريحية الطبية اسم nucha (وهي ترجمة لاتينية من العصور الوسطى لكلمة العربية "نُخَاع"، في إشارة إلى "النخاع الشوكي").
في كثير من الثدييات، تُمثل مؤخرة العنق منطقة فضفاضة وغير حساسة من الجلد، تُعرف باسم القفا، وتحمل الأم صغارها بأسنانها من تلك المنطقة، مما يؤدي إلى شل حركتها مؤقتًا أثناء النقل.

## دلالات ثقافية
في الثقافة اليابانية التقليدية، تُعد مؤخرة الرقبة أحد مناطق الجسم القليلة (بخلاف الوجه واليدين) التي تتركها النساء مكشوفة. حيث تُشكل مؤخرة عنق المرأة جذبًا قويًا للعديد من الرجال اليابانيين (انظر ماكياج الجيشا).
في الثقافة المصرية واللبنانية، يعتبر الصفع على القفا علامة على الإذلال.